# Le Murmure des ruines
Pour plus de détails, voir Fiche technique et Distribution.
Le Murmure des ruines est un film français réalisé par Liliane de Kermadec, sorti en 2008.

## Synopsis
L'action se passe à Chouchi dans le Haut-Karabagh. Une série de péripéties amènent les villageois à se lancer dans l'ouverture d'une boulangerie dans ce pays ravagé par la guerre. On y rencontre des musiciens, l'institutrice, des enfants jouant dans les ruines...

## Fiche technique
- Titre : Le Murmure des ruines
- Réalisation : Liliane de Kermadec
- Scénario : Liliane de Kermadec
- Photographie : François Hébrard, Philippe Chevallier et Liliane de Kermadec
- Son : Antonin Dalmasso, Hélène Ducret et Anja-Brigitta Lucke
- Montage : Marie-Josée Audiard et Philippe Chevallier
- Société de production : Bel Air Media
- Lieu de tournage : village du Haut-Karabagh
- Pays d'origine :  France
- Durée : 93 minutes
- Dates de sortie :
  - États-Unis : 6 décembre 2008 (Zero Film Festival (es))
  - France : 26 juin 2013

## Distribution
- Ruben Verdyan : Georges
- Sarassar Sarayan : Isabelle
- Hovhanès Khoderyan : Nelly
- Marina Sargsyan : Zoya
- Larissa Melkonyan : Araxia
- Ellada Sargryan : Madame Sarkissyan
- Ashot Harutunyan : Arsene
- Robic Harutunyan : Alec
- Nïama Harutunyan : Naïma
- Genrih Arstatmyan : un musicien
- Luisa Madatian : une musicienne
- Samuel Akordian : un musicien
- Artak Grigorian : un musicien
- Achod Kazaryan : un musicien
- Anny Singian : une musicienne
- Ybran Daravejian : un musicien